# 平成23年台風第11号
平成23年台風第11号（へいせい23ねんたいふうだい11ごう、アジア名：ナンマドル）は、2011年8月に発生し、フィリピンや中国、台湾などに被害を出した台風である。

## 進路の経過

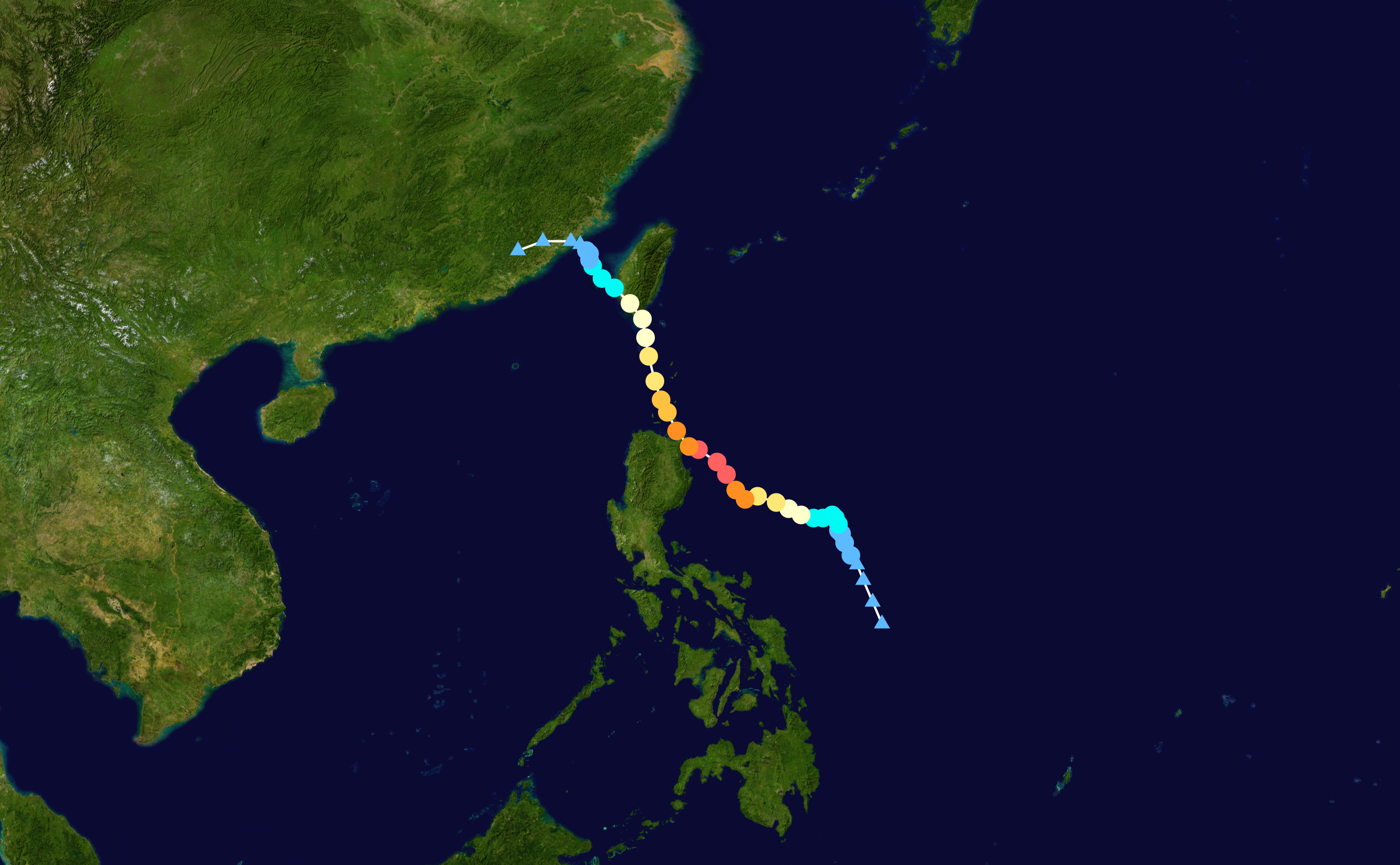
進路図

8月21日21時にパラオの北部の海域（北緯12度24分・東経128度36分）で熱帯低気圧が発生し、2日後の23日21時に台風に発達したため、アジア名「ナンマドル（Nanmadol）」と命名された。命名国はミクロネシアで、ナンマトル遺跡に由来する。なお、フィリピン大気地球物理天文局（PAGASA）はこの台風について、フィリピン名「ミナ（Mina）」と命名している。台風は25日から26日にかけて急激に発達し、25日9時に強い台風、26日3時に非常に強い台風となった。急発達した理由の１つは、フィリピンの東を非常にゆっくりとしたスピードで進行したことである。そして27日にフィリピン北部を通過し、29日に台湾台東県大武郷付近に上陸。31日9時に中国華南で熱帯低気圧に変わり、9月1日に消滅して低圧部となった（天気図上の低気圧は事後解析により温帯低気圧扱いせず）。この低圧部は2日18時に天気図上から消滅している。この台風により、フィリピンでは2人の漁師が行方不明となった。

## 影響・被害

### フィリピン
パンガシナン州では台風による地すべりで2人が死亡するなど、35人が死亡し、8人が行方不明となった。

### 中国
福建省では台風による大雨により、2人が死亡し、4人が行方不明となった。